# Monte Scenery
El monte Scenery es un volcánpotencialmente activo en el Caribe de los Países Bajos. Su cúpula de lava forma la cumbre de la isla estratovolcán de Saba,un municipio especial neerlandés. Con una altura de 887 m (2910 pies), es el punto más alto, tanto en el Reino de los Países Bajos, como, desde la disolución de las Antillas Neerlandesas el 10 de octubre de 2010, el punto más alto en los Países Bajos propiamente dicho.
El volcán de Saba es potencialmente peligroso. Está clasificado como "inactivo", lo que significa que es un volcán activo que no está en erupción ahora, pero que podría hacerlo en el futuro.La última erupción fue en o alrededor del año 1640 e incluyó explosiones y flujos piroclásticos. La erupción más reciente tuvo lugar hace al menos 5000 años.Según el Programa Global de Vulcanismo de EE. UU., el volcán de Saba es el volcán activo más septentrional del Caribe.
El monte Scenery fue elevado a la categoría de parque nacional el 2 de septiembre de 2019. Tiene un sendero hasta su cima, que es uno de los mayores atractivos turísticos de Saba. En la montaña se encuentran las múltiples zonas climáticas de Saba, incluido un bosque nuboso en la cima.